# John MacGregor (baron MacGregor de Pulham Market)
Pour les articles homonymes, voir John MacGregor et MacGregor.
John Roddick Russell MacGregor, baron MacGregor de Pulham Market, né le 14 février 1937, est un homme politique britannique.

## Biographie
Fils de médecin, il grandit dans le village de Shotts, habité principalement par des travailleurs des mines de charbon, dans le North Lanarkshire en Écosse. Il étudie l'Histoire et l'Économie à l'université de St Andrews. Il s'y engage en politique auprès du Parti conservateur. Il obtient ensuite une licence de Droit au King's College de Londres, mais décide de poursuivre une carrière politique plutôt que devenir avocat.
Il devient l'un des conseillers politiques des Premiers ministres Harold Macmillan puis Alec Douglas-Home. Après la défaite des conservateurs aux élections législatives de 1964, il est employé par le Parti conservateur et écrit bon nombre des discours de Ted Heath, le nouveau chef du parti. Ce travail étant mal rémunéré, il obtient dans le même temps un emploi à la banque marchande Hill Samuel.
Il est élu député de la circonscription de Norfolk-sud aux élections législatives de février 1974. En 1985 la Première ministre Margaret Thatcher le nomme secrétaire en chef du Trésor, deuxième poste le plus élevé au Trésor de Sa Majesté derrière le chancelier de l'Échiquier, qui est alors Nigel Lawson. En 1987 il devient secrétaire d'État à l'Agriculture, chargé du ministère de l'Agriculture. Il réduit les aides publiques aux agriculteurs, et représente le Royaume-Uni aux négociations internationales qui font évoluer l'Accord général sur les tarifs douaniers et le commerce vers la création de l'Organisation mondiale du commerce,.
De 1989 à 1990 il est le secrétaire d'État à l'Éducation. De 1990 à 1992, sous le Premier ministre John Major, il est leader de la Chambre des communes, c'est-à-dire ministre chargé des relations avec cette Chambre. En avril 1992, John Major le nomme secrétaire d'État aux Transports et le charge de mener la privatisation de la compagnie publique de chemins de fer British Rail ; il conserve ce poste jusqu'en juillet 1994,,.
Après sept mandats parlementaires consécutifs, il ne se représente pas aux élections législatives de 2001. Anobli, il est fait baron MacGregor de Pulham Market avec un siège de pair à vie à la Chambre des lords. Il démissionne de cette Chambre en juillet 2019, quittant ainsi la vie politique.
Favorable à la participation du Royaume-Uni à l'Union européenne, il est de caractère réservé. Il est toutefois membre du Cercle magique (en), société d'illusionnistes, et pratique des tours de magie à la télévision dans le cadre d'émissions à but caritatif.